# Ptasia Studnia
Die Höhle Ptasia Studnia (deutsch: Vogelbrunnen) ist eine Höhle im Tal Dolina Miętusia am Berg Ratusz Mułowy im Massiv der Westtatra (Tatra-Nationalpark) in Polen. Sie ist die siebtlängste sowie eine der größten Höhlen in Polen und der Tatra. Man darf sie nur mit der Genehmigung der Nationalparkverwaltung betreten. Sie ist nur teilweise erforscht.
Die Höhle liegt bei Zakopane und Kościelisko, ist 6283 Meter lang und hat mehrere Eingänge auf Höhe von zwischen 1522 m n.p.m. und 1627 m n.p.m.